# Politisk kommissarie

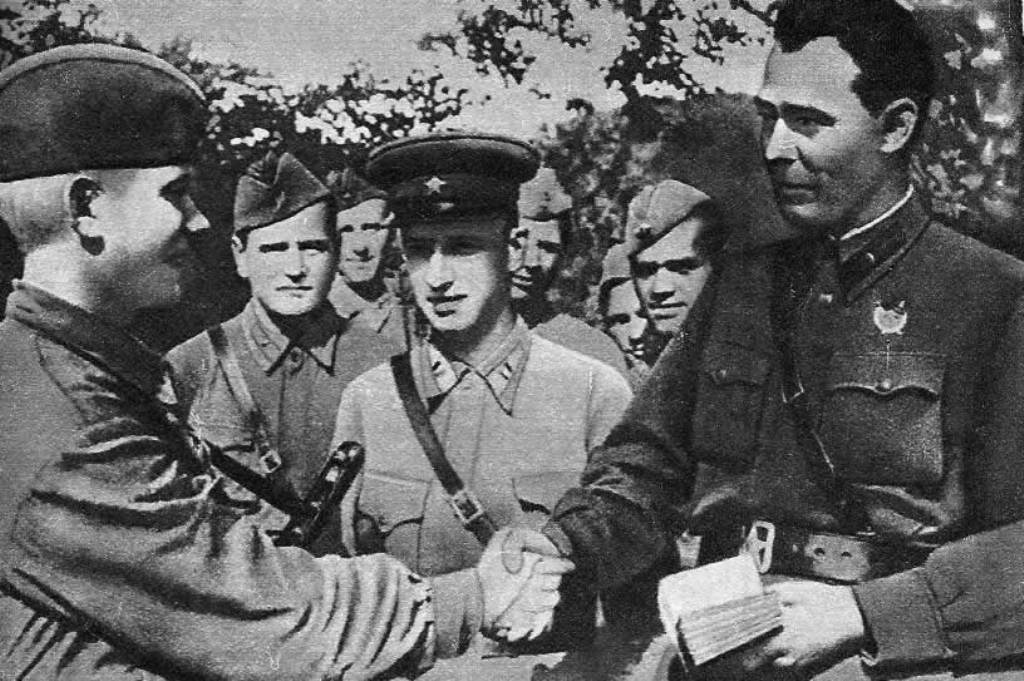
Leonid Brezjnev som politisk kommissarie år 1942.

Ett frimärke med Hans Beimler som politisk kommissarie under spanska inbördeskriget.

Politisk kommissarie, även kallad politruk, är en partifunktionär i främst kommunistiska stater som har till uppgift att övervaka de egna väpnade styrkorna och ansvara för deras politiska skolning, organisation och lojalitet till kommunistpartiet. Politiska kommissarier har även förekommit i andra icke-kommunistiska enpartistater.

## Etymologi
Ordet politruk kommer från ryskans политру́к (politrúk) som bildades som en förkortning av полити́ческий руководи́тель (politítjeskij rukovodítel) och betyder politisk handledare.

## Exempel

### Sovjetunionen
En politruk var en av det sovjetiska kommunistpartiet utnämnd befälsperson som inom Röda armén fungerade som ställföreträdare för en förbandschef. De infördes av Lev Trotskij efter ryska revolutionen när man skulle integrera trupper som tjänstgjort under tsaren. 
Före år 1942 bar de titeln politisk kommissarie och senare har de även kallats zampolit (ställföreträdande chef för politiska frågor). I politrukens uppgifter ingick att förmedla propaganda till trupperna och att tillse att partiets beslut efterlevdes. Fram till 1942 hade de rätt att åsidosätta den militära befälsordningen och även att avsätta befäl om de ansåg det nödvändigt. Inför invasionen av Sovjetunionen i juni 1941 lät Adolf Hitler utfärda den ökända kommissarieordern, enligt vilken tillfångatagna politruker skulle avrättas summariskt, vilket anses ha höjt moralen inom Röda armén.
Kända personer som innehaft denna post är Josef Stalin som var politisk kommissarie under ryska inbördeskriget, Nikita Chrusjtjov under slaget om Stalingrad och även Leonid Brezjnev.

### Kina
Folkets befrielsearmé införde tidigt politiska kommissarier och andra militära enheter i dagens Kina som Folkets beväpnade polis som utser politiska kommissarier (政治委員). Kända kinesiska politiker som innehaft denna post är Deng Xiaoping, Yang Shangkun, Li Xiannian, Bo Yibo och Xi Zhongxun.

### Taiwan
Sedan Kuomintang flyttat sin regering till Taiwan införde den sovjetutbildade Chiang Ching-kuo ett system med politiska kommissarier inom Taiwans väpnade styrkor.

### Nazityskland
Från december 1943 skapade den tyska militären ett nätverk av politiska instruktörer för att upprätthålla den nationalsocialistiska indoktrineringen av Wehrmacht. Dessa officerare, som kallades Nationalsozialistischer Führungsoffizier (NSFO), togs ut bland politiskt övertygade officerare och valdes ut av Martin Bormann. Deras uppgift var att främja ideologisk övertygelse och förstärka stridsmoralen genom undervisning och utbildning. De hade inget direkt inflytande på militära beslut, olikt vad de sovjetiska politiska kommissarierna hade. Vid slutet av 1944 fanns 1 100 heltids- och cirka 47 000 deltidsinstruktörer under befäl av general Hermann Reinecke.